# بخش‌های دهانی حشرات

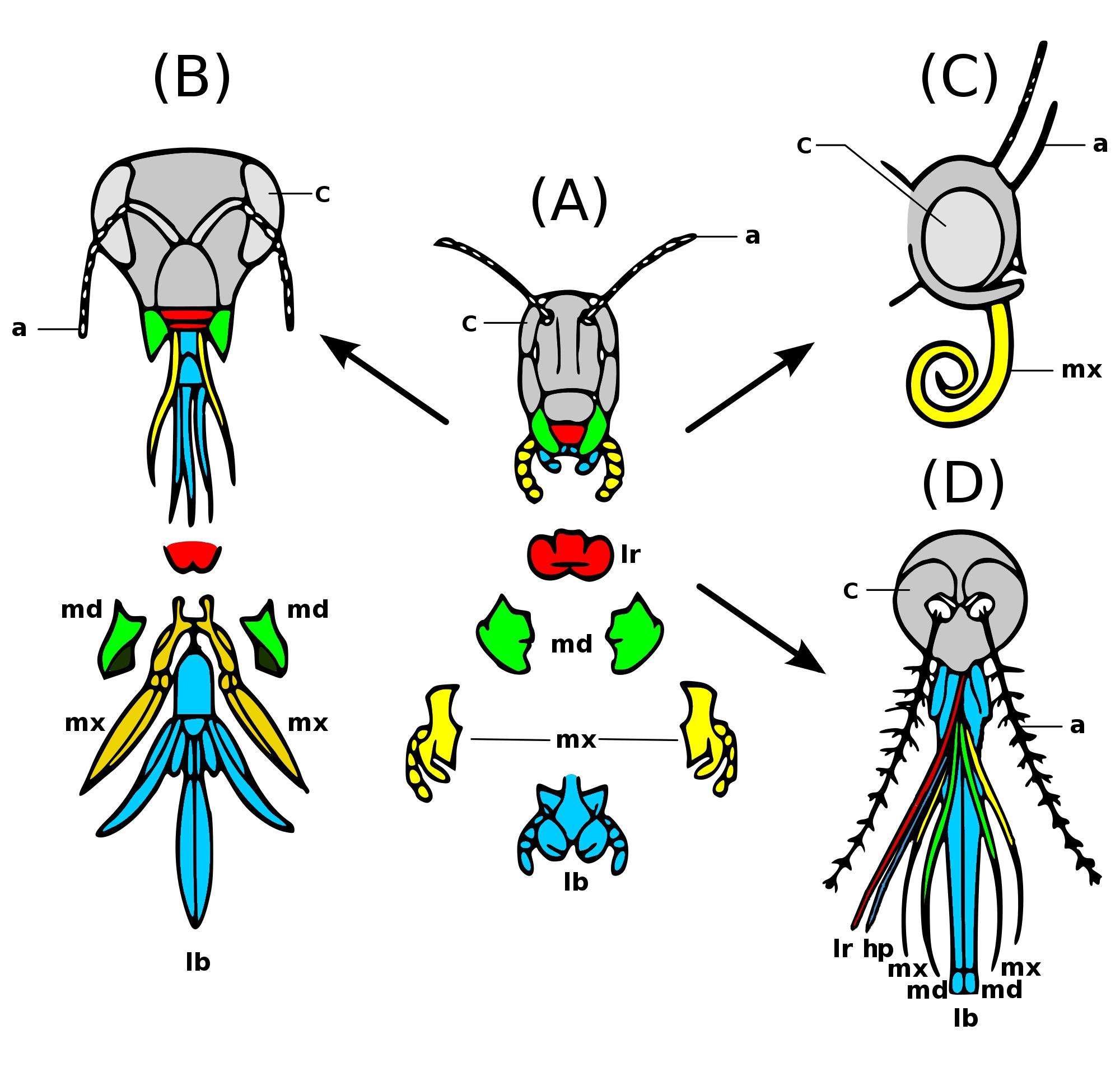
بخش‌های دهانی حشرات از بخش‌های دهانی برای جویدن اولیه ملخ در مرکز (A)، تا نوع لبه‌دار (B) زنبور، نوع سیفونی (C) پروانه و نوع مکنده (D) ماده. پشه کلیدها: a, شاخک; c, چشم مرکب؛ lb، لبیوم؛ lr, labrum; md، آرواره پایین؛ mx، آرواره بالا؛ هیپوفارنکس hp.

حشرات طیف گسترده‌ای از قطعه‌های دهانی دارند که با شیوه‌های خاص تغذیه سازگار هستند. نخست حشرات دارای قطعه‌های دهانی برای جویدن بودند. انواع تخصص‌ها وجود دارد. بیشتر تخصص‌ها برای سوراخ کردن و مکیدن بوده‌است، زیرا این شیوه‌های تغذیه چندین بار فرگشت یافته‌است (مانند پشه‌ها و شته‌ها (که حشرات واقعی هستند) هم سوراخ می‌کنند و هم می‌مکند، با این حال، پشه‌های ماده از خون جانوران تغذیه می‌کنند، در حالی که شته‌ها از مایعات گیاهان تغذیه می‌کنند.

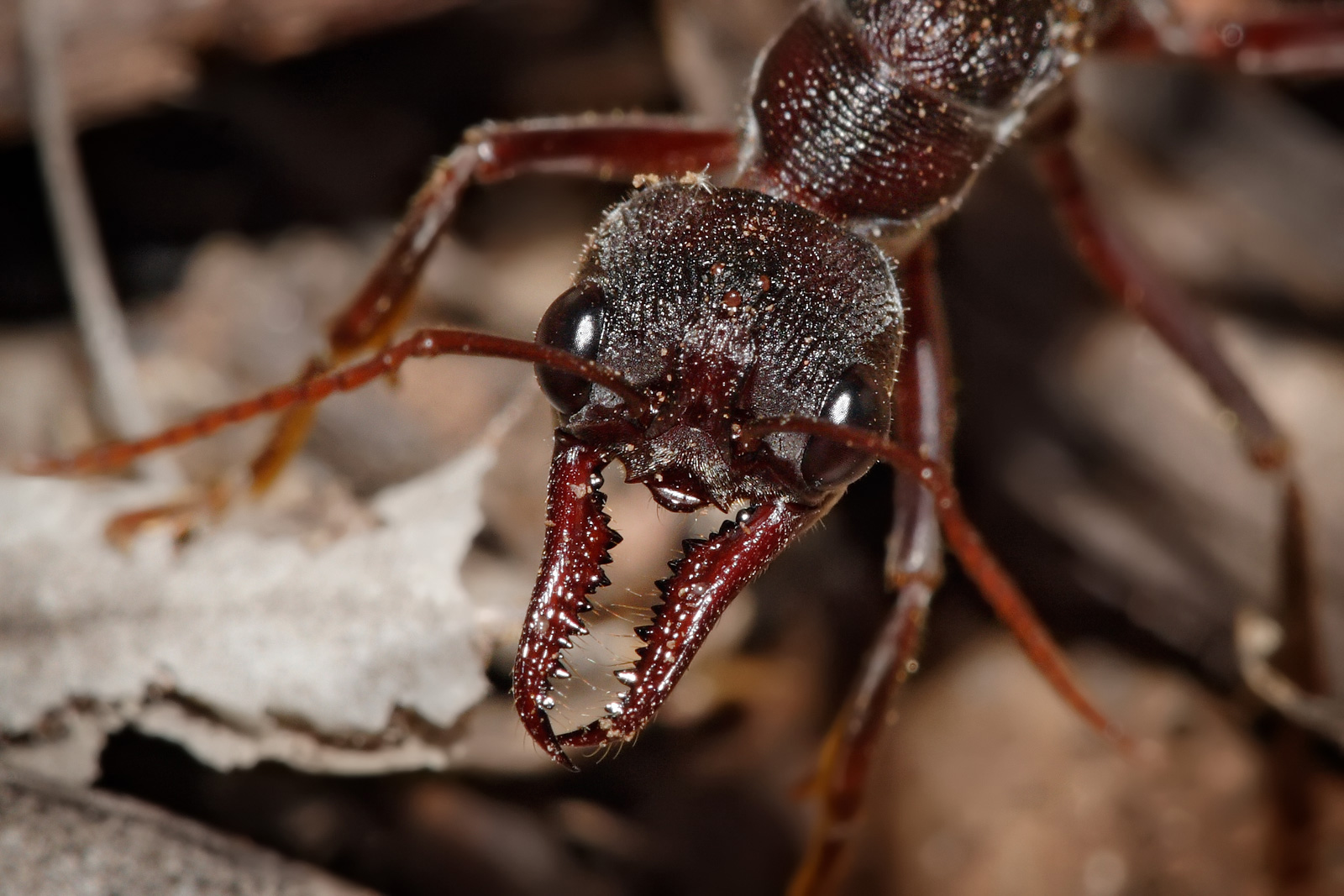
آرواره پایین یک مورچه گاوی

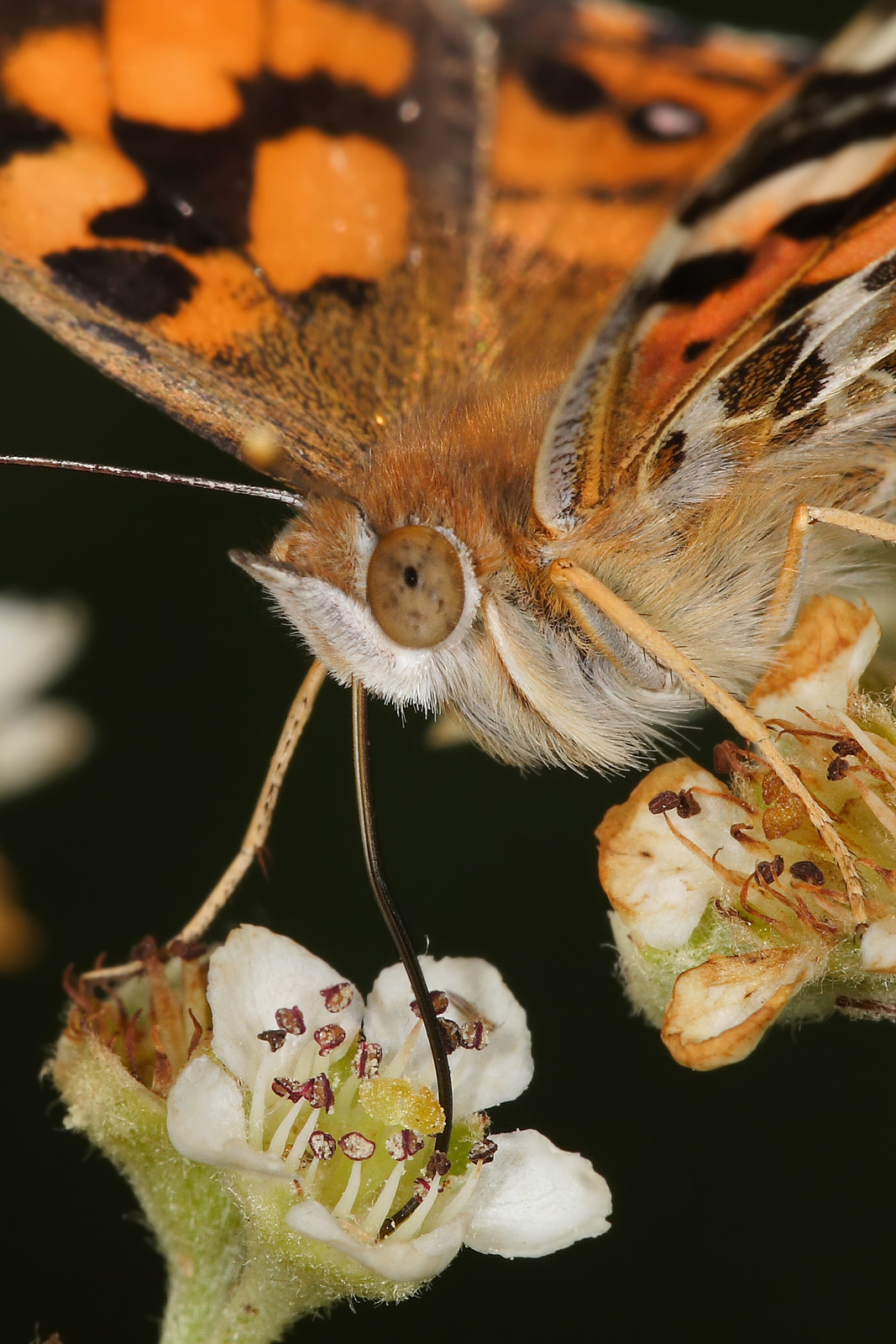
یک پروانه نگارین استرالیایی با خرطوم هنگام تغذیه

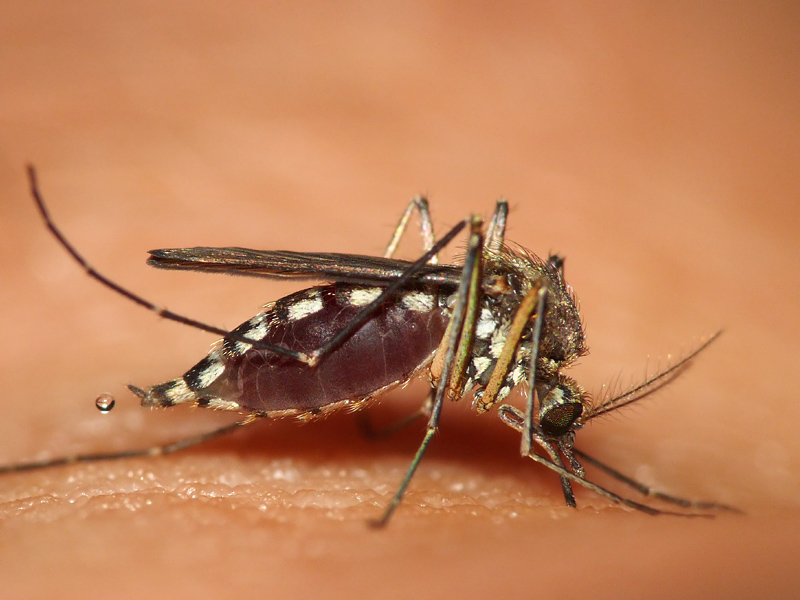
پشه‌ای که انگشت انسان را نیش می‌زند